# Walter Baier
Walter Baier, né le 9 février 1954 à Vienne, est un homme politique autrichien, membre du Parti communiste d'Autriche. Il est président du Parti de la gauche européenne depuis le 11 décembre 2022.

## Biographie

### Origines et formation
Walter Baier naît le 9 février 1954 à Vienne dans une famille communiste. Son père est un résistant survivant du camp de concentration de Dachau.
Il commence en 1974 des études d'économie à l'université de Vienne et obtient un magistère en 1982.

### Parcours politique
Walter Baier adhère au Parti communiste d'Autriche (KPÖ) en 1972. Pendant ses études, il est élu représentant des étudiants et exerce diverses fonctions au sein de l'association des étudiants autrichiens. En 1977, il est élu président de l'Union des étudiants communistes et membre du Comité central du KPÖ.
En 1981, il participe à l'organisation de la grande manifestation pour la paix « Den Atomkrieg verhindern – Abrüsten » (empêcher la guerre nucléaire - désarmer) et il fait un discours lors de la marche des 100 000 pour la paix en 1983.
En 1991, il est élu secrétaire fédéral du KPÖ puis président de ce parti en 1994, poste qu'il occupe jusqu'en 2006. En 2003, il fait partie des six responsables de parti appelant à la création du Parti de la gauche européenne.
Walter Baier est membre du Mouvement pour la démocratie en Europe 2025 depuis sa création en 2016.
Le 11 décembre 2022, il est élu président du Parti de la gauche européenne.
Le Parti de la gauche européenne le désigne comme tête de liste pour les élections européennes de 2024.